# Bradysia antehilaris
Bradysia antehilaris är en tvåvingeart som beskrevs av Werner Mohrig och Boris Mamaev 1983. Bradysia antehilaris ingår i släktet Bradysia och familjen sorgmyggor. Inga underarter finns listade i Catalogue of Life.